# یائو وی (بازیکن فوتبال)
یائو وی (انگلیسی: Yao Wei؛ زادهٔ ۱ سپتامبر ۱۹۹۷) بازیکن فوتبال اهل چین است.

وی همچنین در تیم‌های ملی فوتبال China women's national under-17 football team و زنان چین بازی کرده‌است.